# Dusk Is a Quiet Place
Albums de Mark Turner, Baptiste Trotignon
Song, Song, Song
(2012) Hit
(2014)
Dusk Is a Quiet Place est un album de ballades en duo du saxophoniste Américain Mark Turner et du pianiste français Baptiste Trotignon sorti le 26 août 2013 sur le label Naïve. Les deux musiciens avaient déjà enregistré ensemble Share et Suite...
Le jeu de Turner, fin et précis, s'accorde parfaitement à celui de Trotignon, subtil et ouvert. Leur entente peut rappeler le duo Konitz/Solal.

## Liste des pistes
| No | Titre                                                                                       | Musique                               | Durée |
| -- | ------------------------------------------------------------------------------------------- | ------------------------------------- | ----- |
| 1. | Bolero                                                                                      | Baptiste Trotignon                    | 7:58  |
| 2. | Left Hand of Darkness                                                                       | Mark Turner                           | 8:14  |
| 3. | Only One                                                                                    | Baptiste Trotignon                    | 3:27  |
| 4. | Von Gott will ich nicht lassen / Winter solstice / Herliebster Jesu, was hast du verbrochen | J. S. Bach / Mark Turner / J. S. Bach | 7:57  |
| 5. | Wasteland                                                                                   | Mark Turner                           | 6:45  |
| 6. | Sonnet for Stevie                                                                           | Mark Turner                           | 9:13  |
| 7. | O do borogodo                                                                               | Baptiste Trotignon                    | 5:19  |

## Personnel
- Baptiste Trotignon : piano
- Mark Turner :  saxophone